# Charles Dufresny

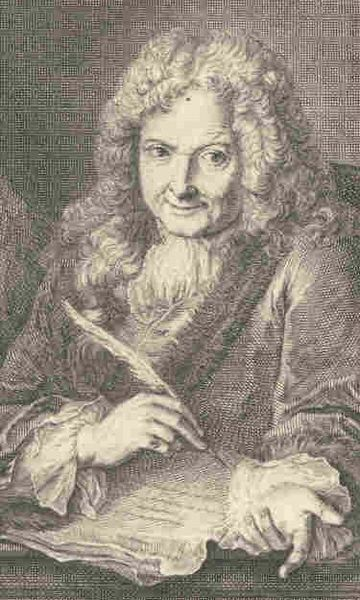
Charles Dufresny

Charles Rivière Dufresny, född 1648, död 6 oktober 1724, var en fransk författare.
Dufresny var en mångsidig begåvning men ägnade sig företrädesvis åt dramatiskt författarskap. Bland hans komedier märks särskilt Malade sans maladie (1699). Av hans romaner var Amusements sérieux et comiques d'un siamois (1699) uppslaget till Montesquieus Lettres persanes.